# 信長の野望・将星録
『信長の野望・将星録』（のぶながのやぼう・しょうせいろく）は、1997年3月に光栄（現・コーエーテクモゲームス）から発売された歴史シミュレーションゲーム。「信長の野望シリーズ」の第7作。「将星禄」は誤り。パワーアップキットは1999年4月1日発売。
Windows（以下、Win）版が最初に発売された後に、さまざまなパソコン機種や家庭用ゲーム機などに移植されたが、パソコン版とコンシューマ版ではゲーム内容で若干の変更点がある。「コーエー定番シリーズ」など廉価版も発売されている。Win版については2005年9月29日に『信長の野望・天翔記withパワーアップキット』とのツインキャンペーン版も発売されている。信長の野望シリーズとして初めてドリームキャスト版が発売された。
音楽は山下康介、パッケージイラストは長野剛が担当。
なお、Win版は、「コーエー定番シリーズ」でないものは現行OSとの相性が悪い。詳しくは後述。

## 内容

### 概要
プレイヤーは戦国大名の一人、あるいは複数を選び、全国統一を目指す。
本作では前々作の『覇王伝』での同盟統一、すなわち征夷大将軍になって他大名と全てと同盟を結んでの統一が復活した。ただし従属大名システムは搭載されなかったので従属ではなく対等同盟で、その点は前々作と異なる。また本作では同盟が期限付きのものとなった。ターンについても本作では前々作と同じく1年を12ヶ月に分け、1月ごとにターンが進む。音楽は山下康介が担当した。
前作『天翔記』では大名あるいは軍団長の能力に応じた行動力がなくなるとそれ以上命令ができなかったが、本作ではそういった制限はなく前々作までの配下武将それぞれに命令を出せるシステムに戻った。また勲功システムについては前作のもの、勲功により身分及び兵数が決まるシステムをほぼそのまま引き継いでいる。だが前作では昇進は手動だったのに対し、本作では自動で昇進するようになった。また軍団制については本作には採用されなかった。
また本作では音楽は内政時は前作と同じく大名居城のある地方に応じた曲が、戦争時は大名によらず野戦用（規模に応じて2種類）あるいは攻城戦用の音楽が、大名家により変化することなく流れる。
前作『天翔記』よりも城数や武将数が減らされたり相対的に思考ルーチンが弱くなったりしたことで、パソコン版売り上げの累計本数も1998年4月現在で167,000本と前作の220,000本を下回るなど、前作ほどの評価を得ることはできなかった。
なお本作では明智光秀と南光坊天海が同一人物であるとの説を取り入れており、本能寺の変イベントの際には条件により山崎の戦いの結果として光秀が死亡する場合と、天海に改名して生き延びる場合がある。

### 箱庭内政
本作で特徴的なのは箱庭システムと呼ばれる新たな要素の採用である。箱庭型のマップでの内政はこれまでの信長シリーズのゲームとは異なる。これまでは単に「開墾」や「治水」といったコマンドを選ぶだけだったが、本作では日本全国が一枚絵のマップであり、マス目状になっている。
内政をするには内政ユニットを目的地のマス目へ移動させた上で、「開墾」や「町造」、「治水」などのコマンドを行う。すると「荒れ地」であったマス目が「水田」や「街」に変更される。マス目の数は限られており、城を基点に城規模が上がるほど範囲が広くなる。作成可能な施設には地形による制約がある。どこに何を作るか長期的な都市計画を考えて街作りを行う必要がある。前作まででは領地の開発度が一定数値に達したら開発はできなかったが、本作では（一度開発した場所を再開発することで理論上は）半永久的に開発が可能である。これは次作である『烈風伝』にも継承されたシステムであるが、城の改修度に応じて収入範囲が増減するシステムは『烈風伝』には引き継がれなかった。
前作まで存在した、兵士の徴兵という概念がなくなり、開発の中で自然に兵士が増えるようになった。また攻城などを行う軍勢ユニットも、内政と同一マップ上で行動するシステムとなっている。これは『烈風伝』にも引き継がれたが、外交や調略、輸送を行う際にもそれぞれ使者ユニット、間者ユニット（職業が忍者の武将は忍者ユニット）、輸送ユニットを配置したり、使者等を捕らえるための関所を設置したりできる要素は引き継がれなかった。支城という施設を設置することも可能であり、配備した軍勢ユニットは兵糧の消費を抑えることができる。
コンシューマ版では、本城の収入範囲は『烈風伝』と同様に城規模を上げても5×5ヘクス固定である。支城にも3×3ヘクスの収入範囲があり、一つの国内に3つまで築城が可能である。また支城で兵糧の他に軍勢ユニットへの兵士や軍馬・鉄砲の補給が所属する本城から可能であり、また、敵の支城は占拠して自家のものとすることも可能なので、この点ではパソコン版に比べ戦略性が上がっている。外交面では朝廷関連の外交コマンドは削除されている。（但し、征夷大将軍就任イベントは除外）。またコンシューマ版では隠しコマンドを入力することにより、隠しシナリオがプレイできるようになる。

### パラメータ
本作での武将の能力パラメータは隠しを含めても「政治」「戦闘」「智謀」「寿命」「義理」「相性」で、前作から比べると減った。その代わり兵科適性や特技の要素は健在で、特技については内政特技は「農業」「商業」「建設」「外交」「登用」、戦闘特技は「三段」「騎突」「火矢」「騎鉄」「抜穴」がある。但し一部特殊能力を持つ武将が存在する。覇王伝・天翔記に続いてパラメータが全体的に高めに纏められたが、ユーザーから「能力が高過ぎる」との意見を受け、次作『烈風伝』では大幅に抑えられる事になる。

### 合戦について
合戦は野戦（海戦含む）と攻城戦の二つに大別される。
野戦は隣接する部隊数にかかわらず一対一で行われる。一つの軍勢ユニットには基本的に第一部隊（大将）から第五部隊までが存在し、編成時に3×3のスペースで自由に陣形を組むことができる。第一部隊が倒されると敗北であるので編成には注意が必要、但し特殊能力がある一部の武将はその限りではない。
軍勢ユニットには、方向というものがあり側面や背後から敵を攻撃すると有利な条件で戦闘することができる。また武将の身分に応じて率いられる兵士数には上限があるが、優秀な武将なら最低の足軽頭の状態であっても大名や身分の高い武将を、側面・背後からの奇襲、場合によっては正面から倒すことも可能である。
支城にいる軍勢ユニットは側面や背後からの奇襲を受け付けず、また地形効果もつき能力あるいは身分が高い武将が支城にいると非常に苦戦する。尚、支城にいる軍勢の消費する兵糧は本城より自動的に補給される。
攻城戦は15ターン以内に城門を突破し本丸を占拠することが勝利条件である。城への攻撃には城が存在する地形に応じて軍勢ユニット単位で二部隊から四部隊まで参加することが可能になっている。防衛側の城の改修度によっては一度の攻撃で落城させることは非常に難しく、事前の調略などが必要となる。
なお、本作では箱庭になったことで、初めてシステム的に兵糧攻めも可能になった。城のすべての出入り口を軍勢ユニットで封鎖することで可能であり、この場合では城内に兵力が何万人いようとも軍勢ユニットを出すことができない。城によっては水攻めも可能である。
コンシューマ版では、攻城戦は省略され完全委任となったが、パワーアップキット版でパソコン版と同様の攻城戦が可能となった。

### 国数について
イベントの際には一部には実写ムービーも取り入れられており、戦国時代の雰囲気を楽しむことができるようになっている。基本的に一国一城一大名であり、前作までに比べると削られた城や大名も多いが、一部は支城や独立勢力として存在しており、独立勢力は使者ユニットを隣接させてこれを味方にさせることもできる。
パワーアップキット版では選択できるシナリオや歴史イベントが増加しており、新コマンド「早刈」が追加された。
コンシューマー版では国数も64から40へと削られており、マップも縮小されている。

### 職業について
各職業によるゲーム進行への影響は以下の通り。なお、同じ職業を持っている武将同士の場合は登用の成功率が上がる。
忍者
調略の成功率が上がる。関所で捕らえられなくなる。間者ユニットよりも移動力が大きい。稀に野戦で敵将を討ち取ることがある。
僧侶
僧侶が城主の場合は稀に兵糧・金銭・兵士のうち最も少ない物資を農民から貰えることがある。大名が僧侶の場合は宣教師来訪のイベントが起きなくなる。
剣豪
野戦でクリティカルヒット（敵を混乱させる攻撃）の発生する確率が高くなる。デフォルトで剣豪の武将は家宝の鬼丸を持たせると攻城戦で「斬鉄剣」ができる。剣術書では不可。
茶人
特になし。台詞が変わる程度。
切支丹
宣教師来訪のイベントが起こりやすくなる。南蛮物の取引ができるようになる。本願寺との仲が悪くなる。

### シナリオ
シナリオは通常版（以下、無印）で計5本、パワーアップキットではシナリオ6以降の5本が追加され、計10本となった。
1. 1551年4月の「うつけ者家督を継ぐ」
2. 1560年5月の「風雲桶狭間」
3. 1570年10月の「天下布武の危機」
4. 1582年2月の「天下への道」
5. 1582年6月の「天下の継承者」※無印では隠しシナリオ扱い
6. 1555年4月の「清洲入城」
7. 1562年2月の「清洲同盟」
8. 1575年5月の「新時代の到来」
9. 1584年3月の「小牧長久手」
10. 1589年11月の「天下統一前夜」
11. 1568年2月の「天下布武」※コンシューマ版PK限定隠しシナリオ

### 特殊能力
斬鉄剣
足利義輝のみが持っている特殊能力。それ以外の武将は、デフォルトで剣豪の武将に一等級の家宝「鬼丸」を持たせることでできるようになる。攻城戦で本陣の部隊が城門に通常攻撃を仕掛けると、防御度に関係なく一撃で破壊することができる。
影武者
武田信玄・真田幸村のみが持っている特殊能力。野戦で本陣が全滅してもランダムで他の部隊に本陣が移動し、軍勢が壊滅しなくなる。場合によっては発生しないことも。
一向一揆
本願寺家の当主が持っている特殊能力。ランダムで特定の城に一向一揆を起こすことができる。一向一揆の軍勢の操作は不可。本願寺家が滅亡すると一向一揆は消滅する。
雷神剣（仮称）
野戦で稀に敵に混乱と大ダメージを与える（クリティカルヒットとは別）。発生条件は明らかにされていないが、九等級の家宝「雷切」を持ち、雨のターンに攻撃することで可能性が高まる。立花道雪を使用し、敵部隊に通常攻撃を仕掛け、クリティカルヒットが発動すると、稲妻のエフェクトがかかる。また、敵部隊の通常攻撃を受けた際にも、同様の演出と効果が発生する場合がある。更に、騎馬隊の突撃でも、雨天時には発生する可能性がある。『烈風伝』では十字架を持たせた部隊と交戦すると落雷が発生する。条件が判明するまではこの技と混同されていた。

## Windows版に関して
Windows版については、パワーアップキット（以下、PK）も含めてコーエー公式ではWindows XP及びWindows 2000には非対応としている。無印については、2002年12月8日にWindows XP及び2000への対策が施されたものが、廉価版「コーエー定番シリーズ」として再発売されたが、現在PK、あるいはwithPKについてはこれらのOSへの対応版の再発売はされていない（非対応版は、再発売が前作『天翔記』および次作『烈風伝』それぞれのwithPKとのセット販売という形で行われた）。さらに定番シリーズ版にはPKを別途入手しても適用することができない。またWindows Vistaへの対応状況は、定番シリーズ含め公式には発表されていない。
ただしPKに搭載されているエディタ機能は非公式ツールを用いることにより代用できる。